# Gornja Rijeka (Chorwacja)
Gornja Rijeka – wieś w Chorwacji, w żupanii kopriwnicko-kriżewczyńskiej, w gminie Gornja Rijeka. W 2011 roku liczyła 340 mieszkańców.